# Baert (geslacht)
Baert is een regentengeslacht dat bestuurders leverde in en rond Alkmaar.

## Geschiedenis
De oudst bekende voorvader was mr. Thomas Jansz Baert die in 1523 in Sint-Winoksbergen werd geboren en lid werd van de Rijsselse Rekenkamer. In 1567 vertrok hij met zijn gezin vanwege het geloof naar de Noordelijke Nederlanden. In de regio Alkmaar werden nazaten eeuwenlang bestuurders waaronder die van de stad. In de negentiende eeuw raakte de familie die bestuurdersfuncties kwijt.

## Enkele telgen
Mr. Thomas Jansz Baert (1523-?), lid van de Rijsselse Rekenkamer
- Pieter Baert (1552-1614), rentmeester van het Huis Egmond
  - Cornelis Baert (ca. 1588-1616), lakenkoper te Alkmaar
    - Anna Baert († 1654); trouwde in 1643 met Jan Steenhuijs Rijp († 1654), heemraad van de Schermeer, schepen, weesmeester, raad en burgemeester van Alkmaar
    - Pieter Baert (1616-1652), regent Elisabethsgasthuis te Alkmaar

  - Thomas Baert (1594-1636), boekverkoper, binder en stadsdrukker in De Druck Pars en in De Koninklijke Propheet David (in de Langestraat) te Alkmaar
- Jan Baert (1560-1602), rentmeester van het Huis Egmond, notaris te Alkmaar
  - Comelis Baert (1585-1640), notaris, thesaurier en vroedschap te Alkmaar
    - Jacob Baert (1612-1668), notaris, thesaurier, schepen, raad en burgemeester te Alkmaar
      - Willem Baert (1636-1684), schepen, raad en burgemeester te Alkmaar
        - Anna Baert (1665-1687); trouwde in 1686 met mr. Antonius Houttuyn (1660-1720), raad en burgemeester te Edam

      - Cornelis Baert (1641-1699), schepen en fabrieksmeester te Alkmaar
      - Adriaen Baert (1646-1696), schepen, weesmeester en pensionaris te Alkmaar
        - Mr. Jacob Baert (1682-1758), schepen, vroedschap, electeur en thesaurier van Schoonhoven
          - Martina Baert (1705-1783); trouwde in 1726 met mr. Adriaan Weveringh (1700-1768), advocaat, raad en burgemeester van Delft
          - Mr. Adriaen Baert, heer van Cranenbrouck (1707-1763), schepen, raad en burgemeester van Alkmaar
            - Elisabeth Baert (1743-1788); trouwde in 1764 met haar neef (zoon van haar tante Martina en oom Adriaan) mr. Adriaan Weveringh (1729-1768), onder andere advocaat voor het Hof van Holland, raad en president-schepen van Alkmaar
            - Mr. Jacob Baert, heer van Cranenbrouck (1744-1796), schepen, raad, thesaurier en burgemeester van Alkmaar
              - Mr Adriaan Baert, heer van Cranenbrouck (1770-1799), regent Provenhuis van Bijleveldt
              - Willem Baert (1772-1853), regent Provenhuizen van Bijleveldt en van Eyck
                - Jacob Baert (1805-1892), gemeentesecretaris van Princenhage

              - Dr. Jacob Baert (1778-1815), stadsgeneesheer te Leiden
                - Wilhem Cecilius Baert (1806-1867), ontvanger te Woerden; trouwde in 1831 met  Cornelia Maria Burgerhoudt, vrouwe van Waarde (1803-1857), dochter van Francina Benjamina Nijssen, vrouwe van Waarde
                  - Mr. Joannes Franciscus Benjamin Baert, heer van Waarde (1833-1909), agent van de Nederlandsche Bank te Utrecht, secretaris van de curatoren van de Rijksuniversiteit Utrecht; trouwde in 1863 met Maria Anna Bergsma (1837-1919), dochter van prof. dr. Cornelis Adriaan Bergsma (1798-1859), botanicus
                    - Mr. Wilhem Cornelis Baert, heer van Waarde (1864-1951)

              - Johan Baert (1781-1831), kaarsenfabrikant te Schagen, regent Provenhuizen van Bijleveldt en van Eyck te Alkmaar en vrederechter te Schagen
                - Gerrit Johannes Baert (1815-1861), geneesheer, scheepsarts
                  - Johan Baert (1854-1928), chef magazijndienst van de Marine te Willemsoord
                    - Gerrit Johannes Baert (1888-1984), directeur gasfabriek
                      - Johan Baert (1917-2001), werktuigkundige en medewerker aan de genealogie Baert in het Nederland's Patriciaat

                    - Mr. dr. Jan Baert (1892-1982), advocaat; trouwde in 1953 met Flóra Emilia Aranka Hadszy (1882-1961), beeldhouwster

      - Mr. Johan Baert (1651-1712), schepen, raad en burgemeester te Alkmaar
        - Catharina Johanna Baert (1677-1749)
        - Mr. Jacob Baert (1682-1719),  griffier van de Rekenkamer van Holland, heemraad van de Schermeer
        - Mr. Daniël Baert (1682-1757), schepen, raad, burgemeester en kerkmeester te Alkmaar, schepen en heemraad van de Zijpe en Hazepolder, heemraad van de Schermeer, penningmeester, hoofdingeland, dijkgraaf en baljuw Wieringerwaard, hoofdingeland Heer Hugowaard, bewindhebber van de W.-I.C.
        - Mr. Willem Baert (1687-1712), heemraad van de Wieringerwaard
        - Mr. Johan Baert (1689-1749), schepen van Alkmaar, schepen en heemraad van de Zijpe en Hazepolder en Heer Hugowaard, hoofdingeland Wieringerwaard, heemraad en hoofdingeland van de Schermeer
          - Maria Anna Baert (1723-1751); trouwde in 1743 met Gerrit Martijn baron du Tour (1715-1788), schepen, raad, burgemeester, convooimeester en kerkmeester te Alkmaar, heemraad, hoofdingeland en penningmeester Wieringerwaard, dijkgraaf, heemraad en hoofdingeland van de Schermeer, bewindvoerder van de W.-I.C.

Geslachten die opgenomen zijn in het sinds 1910 verschijnende genealogische naslagwerk Nederland's Patriciaat. Lijst volgens opgave van het CBG Centrum voor familiegeschiedenis.
A · B · C · D · E · F · G · H · I · J · K · L · M · N · O · P · Q · R · S · T · U · V · W · Y · Z